# 90.ª edición de los Premios Óscar
La 90.ª edición de los Óscar premió a las mejores películas de 2017. Organizada por la Academia de Artes y Ciencias Cinematográficas, tuvo lugar en el Dolby Theatre de Los Ángeles (Estados Unidos) el 4 de marzo de 2018.
La ceremonia cambió su tradicional fecha de finales del mes de febrero para no entrar en conflicto con la retransmisión televisiva de los Juegos Olímpicos de Pyeongchang 2018. Durante la ceremonia se entregaron los Premios de la Academia (popularmente conocidos como los «Óscar») en 24 categorías. Fue televisada en Estados Unidos por la ABC, producida por Michael De Luca y Jennifer Todd, y presentada por Jimmy Kimmel por segunda vez consecutiva.

## Programa
| Fecha                 | Evento                                        |
| --------------------- | --------------------------------------------- |
| 23 de enero de 2018   | Anuncio de los nominados                      |
| 5 de febrero de 2018  | Almuerzo para los nominados                   |
| 10 de febrero de 2018 | Entrega de los premios Científicos y Técnicos |
| 20 de febrero de 2018 | Comienzo de la votación final                 |
| 27 de febrero de 2018 | Finalización de la votación final             |
| 4 de marzo de 2018    | 90.ª Entrega de los Premios Óscar             |

## Nominados

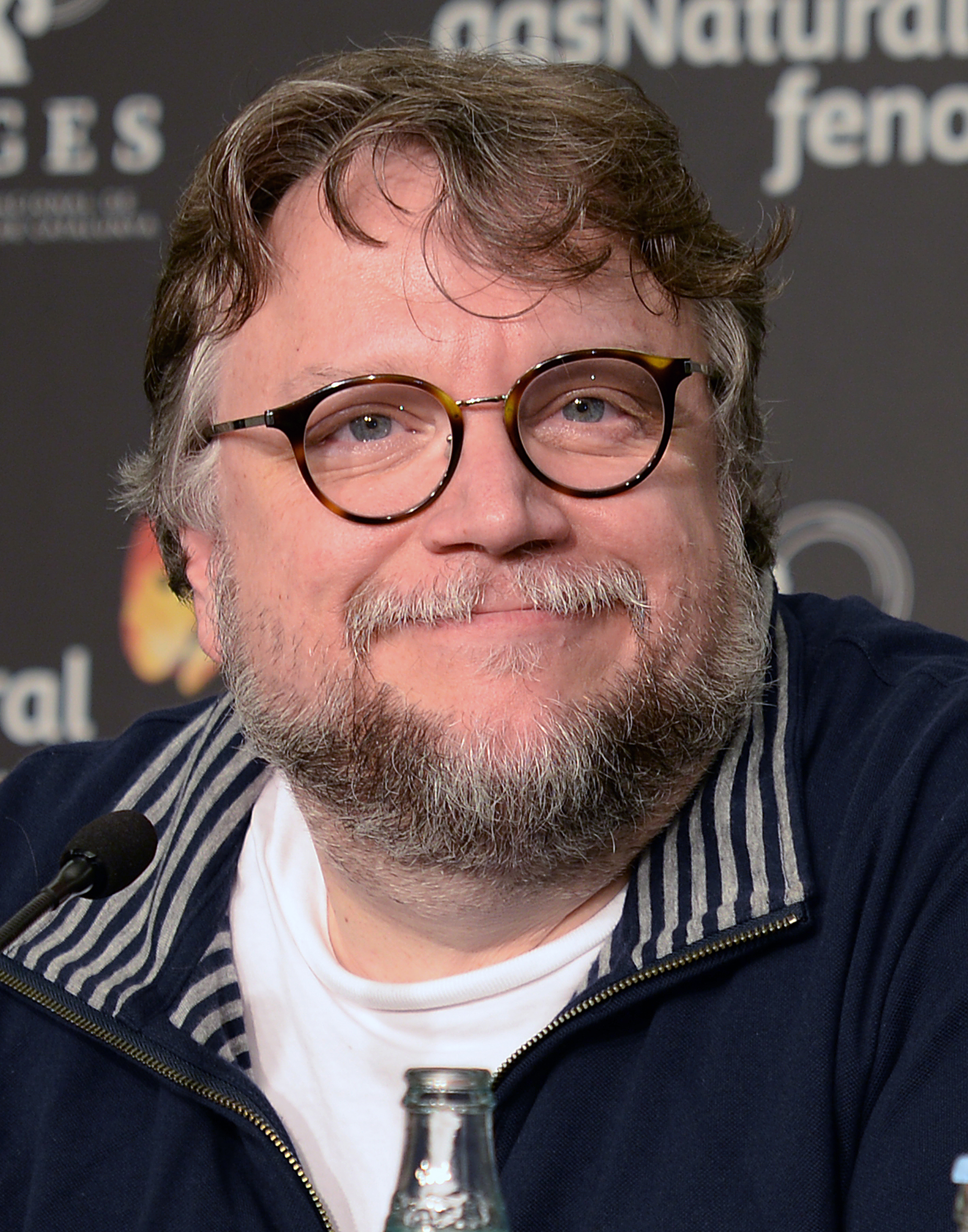
Guillermo del Toro fue el ganador de dos premios Óscar, por mejor película y mejor director por La forma del agua.

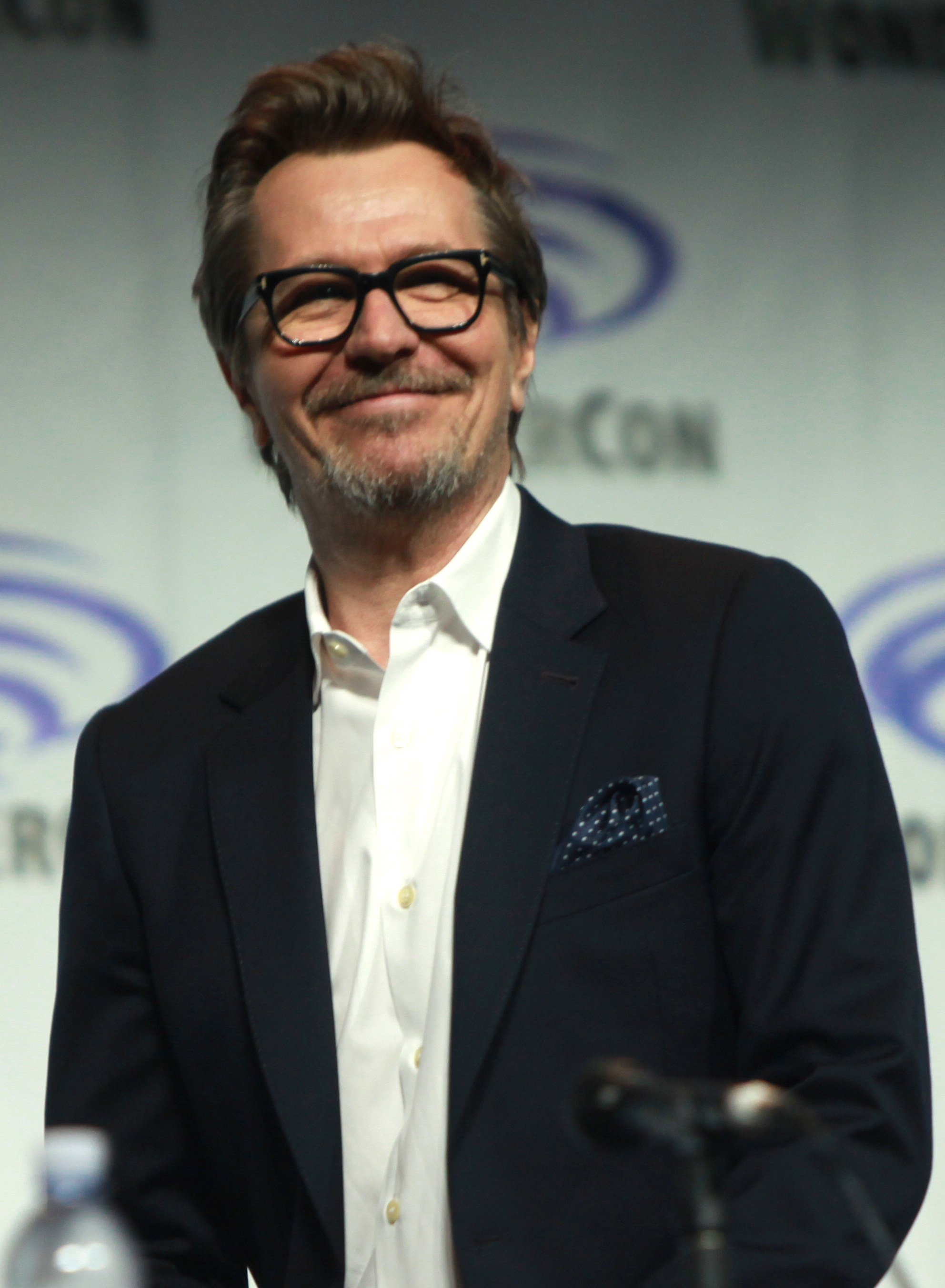
Gary Oldman fue el ganador del Óscar al mejor actor por Darkest Hour.

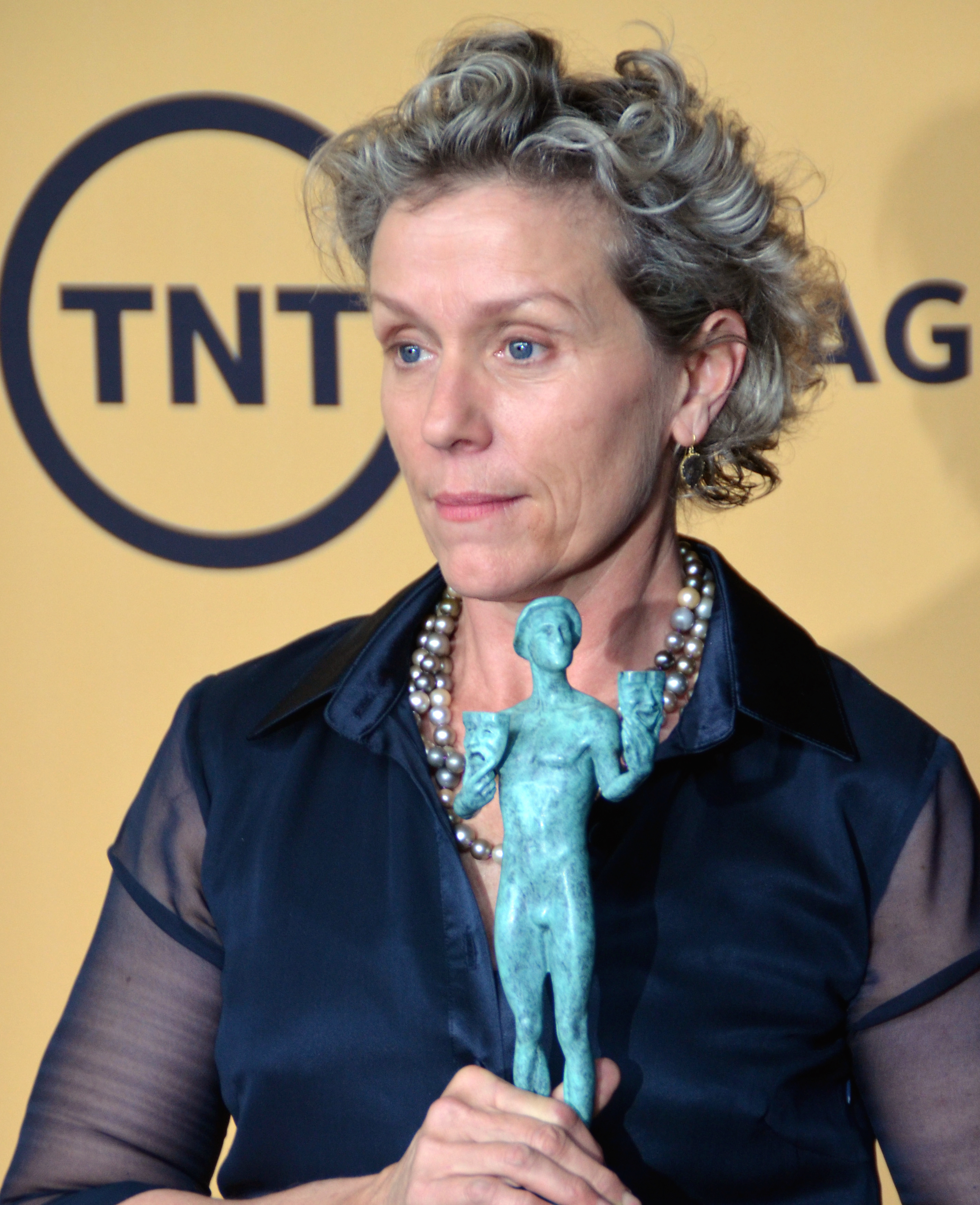
Frances McDormand fue la ganadora del Óscar a la mejor actriz por Three Billboards Outside Ebbing, Missouri.

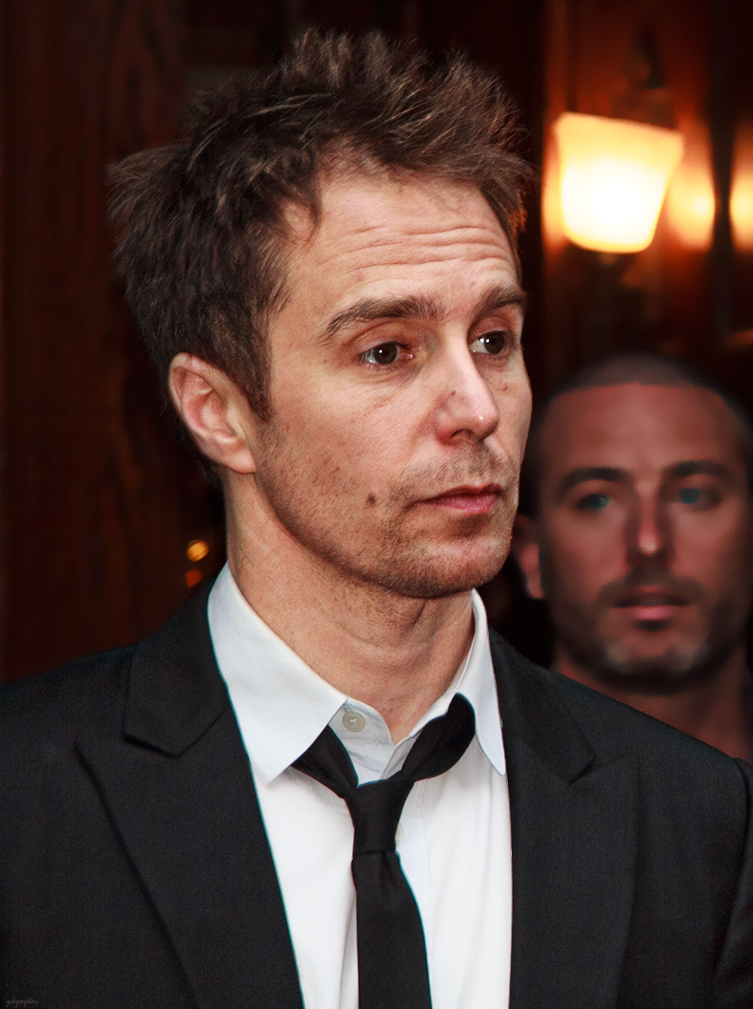
Sam Rockwell fue el ganador del Óscar al mejor actor de reparto por Three Billboards Outside Ebbing, Missouri.

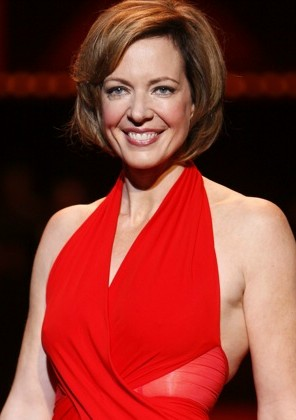
Allison Janney fue la ganadora del Óscar a la Mejor actriz de reparto por I, Tonya.

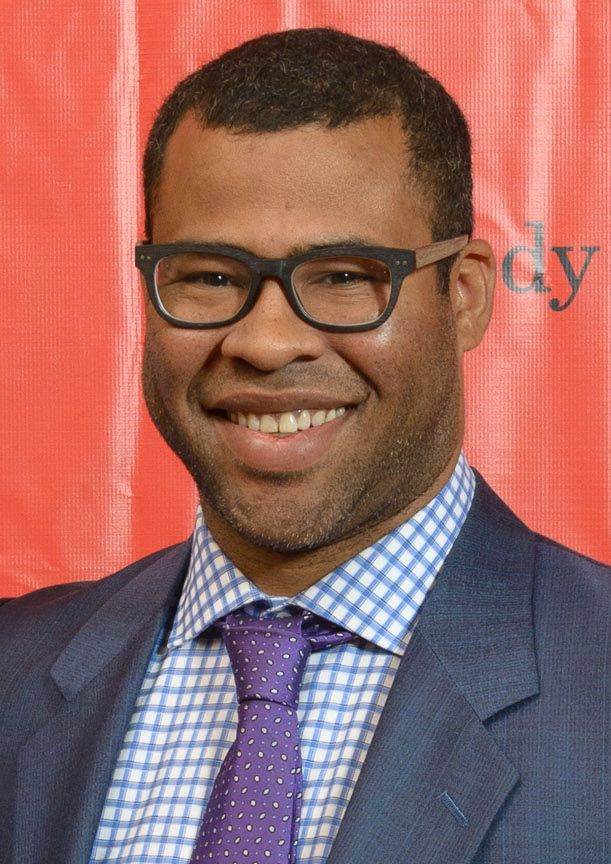
Jordan Peele fue el ganador del Óscar al mejor guion original por Get Out.

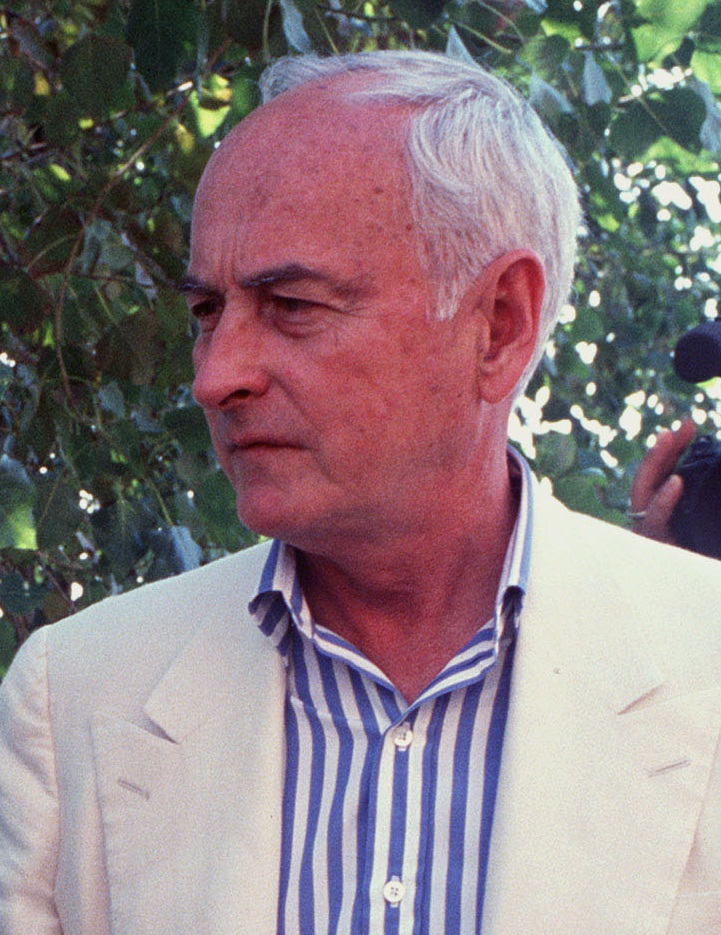
James Ivory fue el ganador del Óscar al mejor guion adaptado por Call Me by Your Name.

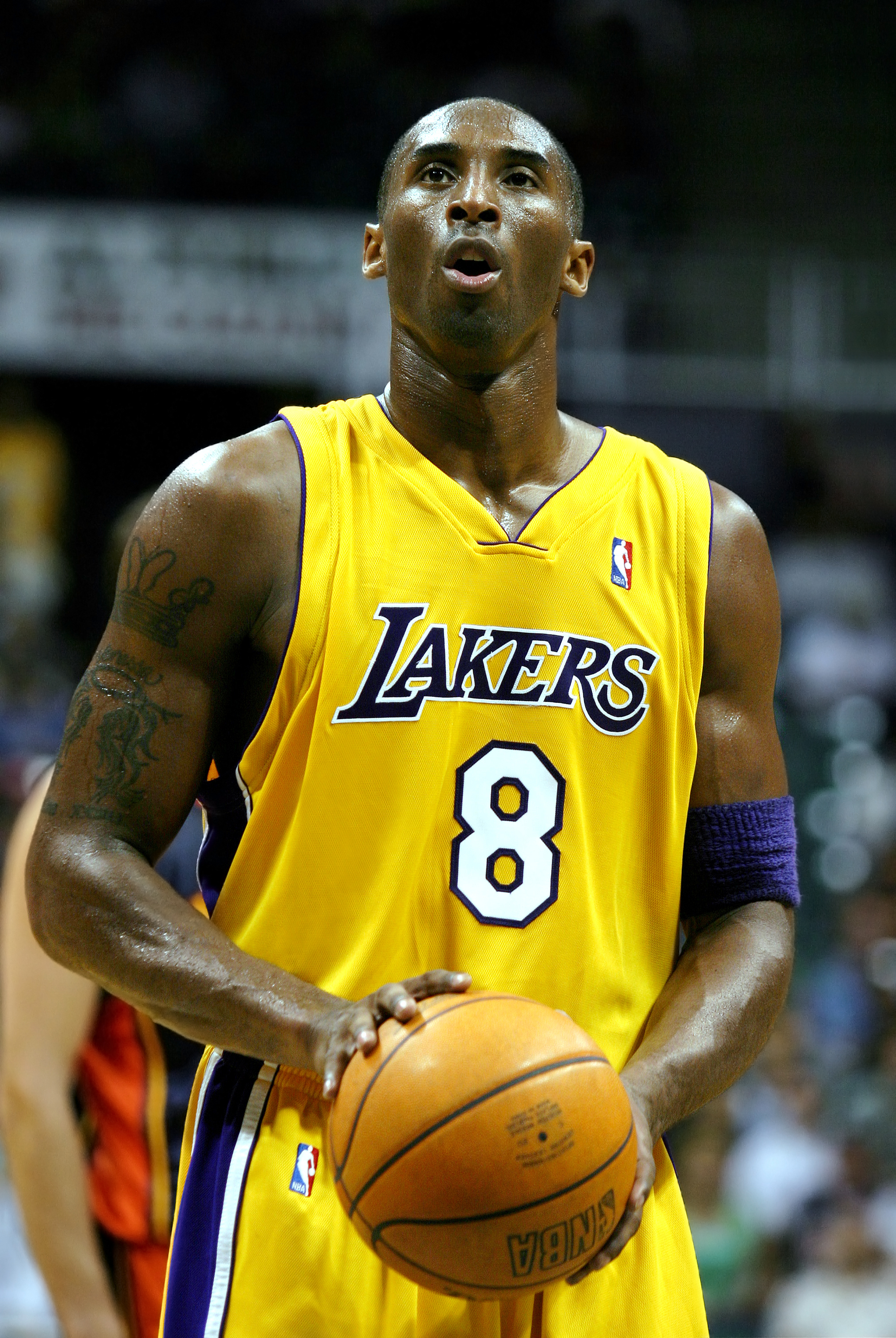
Kobe Bryant fue el ganador del Óscar al mejor cortometraje animado por Dear Basketball.

El 23 de enero del 2018, la actriz Tiffany Haddish y el actor Andy Serkis anunciaron, desde el Samuel Goldwyn Theater de Los Ángeles, los nominados a los 90.° Premios Óscar. La película La forma del agua encabezó la lista con trece nominaciones, seguida de Dunkerque, con ocho.
 Indica el ganador dentro de cada categoría, mostrado al principio y resaltado en negritas. A continuación se listan los nominados y ganadores:
| Mejor película Presentado por: Warren Beatty y Faye Dunaway - The Shape of Water (La forma del agua) — Guillermo del Toro, J. Miles Dale - Phantom Thread (El hilo invisible) — JoAnne Sellar, Paul Thomas Anderson, Megan Ellison, Daniel Lupi - Darkest Hour (El instante más oscuro) — Tim Bevan, Eric Fellner, Lisa Bruce, Anthony McCarten, Douglas Urbanski - Three Billboards Outside Ebbing, Missouri (Tres anuncios en las afueras) — Graham Broadbent, Peter Czernin, Martin McDonagh - Call Me by Your Name — Luca Guadagnino, Emilie Georges, Marco Morabito, Peter Spears - Get Out (Déjame salir) — Sean McKittrick, Jason Blum, Edward H. Hamm Jr., Jordan Peele - Dunkerque — Emma Thomas, Christopher Nolan - The Post (Los archivos del Pentágono) — Steven Spielberg, Amy Pascal, Kristie Macosko Krieger - Lady Bird — Scott Rudin, Eli Bush, Evelyn O'Neill | Mejor director Presentado por: Emma Stone - Guillermo del Toro - The Shape of Water (La forma del agua) - Paul Thomas Anderson – Phantom Thread (El hilo invisible) - Greta Gerwig – Lady Bird - Christopher Nolan – Dunkerque - Jordan Peele – Get Out (Déjame salir) |
| Mejor actor Presentado por: Jane Fonda y Helen Mirren - Gary Oldman – Darkest Hour (El instante más oscuro) como Winston Churchill - Timothée Chalamet – Call Me by Your Name como Elio Perlman - Daniel Day-Lewis – Phantom Thread (El hilo invisible) como Reynolds Woodcock - Daniel Kaluuya – Get Out (Déjame salir) como Chris Washington - Denzel Washington – Roman J. Israel, Esq. como Roman J. Israel | Mejor actriz Presentado por: Jodie Foster y Jennifer Lawrence - Frances McDormand – Three Billboards Outside Ebbing, Missouri (Tres anuncios en las afueras) como Mildred Hayes - Sally Hawkins – The Shape of Water (La forma del agua) como Elisa Esposito - Margot Robbie – I, Tonya (Yo, Tonya) como Tonya Harding - Saoirse Ronan – Lady Bird como Christine "Lady Bird" McPherson - Meryl Streep – The Post (Los archivos del Pentágono) como Katharine Graham |
| Mejor actor de reparto Presentado por: Viola Davis - Sam Rockwell – Three Billboards Outside Ebbing, Missouri (Tres anuncios en las afueras) como Jason Dixon - Willem Dafoe – The Florida Project como Bobby Hicks - Woody Harrelson – Three Billboards Outside Ebbing, Missouri (Tres anuncios en las afueras) como Bill Willoughby - Richard Jenkins – The Shape of Water (La forma del agua) como Giles - Christopher Plummer – All the Money in the World (Todo el dinero del mundo) como J. Paul Getty | Mejor actriz de reparto Presentado por: Mahershala Ali - Allison Janney – I, Tonya (Yo, Tonya) como LaVona Golden - Mary J. Blige – Mudbound como Florence Jackson - Lesley Manville – Phantom Thread (El hilo invisible) como Cyril Woodcock - Laurie Metcalf – Lady Bird como Marion McPherson - Octavia Spencer – The Shape of Water (La forma del agua) como Zelda Fuller |
| Mejor guion original Presentado por: Nicole Kidman - Get Out (Déjame salir) – Jordan Peele - The Big Sick (La gran enfermedad del amor) – Emily V. Gordon, Kumail Nanjiani - The Shape of Water (La forma del agua) – Guillermo del Toro, Vanessa Taylor - Lady Bird – Greta Gerwig - Three Billboards Outside Ebbing, Missouri (Tres anuncios en las afueras) – Martin McDonagh | Mejor guion adaptado Presentado por: Chadwick Boseman y Margot Robbie - Call Me by Your Name – James Ivory basado en la novela de André Aciman - The Disaster Artist – Scott Neustadter, Michael H. Weber basado en el libro de Greg Sestero y Tom Bissell - Logan – Scott Frank, Michael Green, James Mangold historia de James Mangold basado en los personajes X-Men del Universo Marvel - Molly's Game – Aaron Sorkin basado en las memorias de Molly Bloom - Mudbound – Dee Rees, Virgil Williams basado en la novela de Hillary Jordan |
| Mejor película de animación Presentado por: Mark Hamill, Oscar Isaac y Kelly Marie Tran - Coco – Darla K. Anderson, Lee Unkrich - The Boss Baby (El bebé jefazo) – Tom McGrath, Ramsey Ann Naito - The Breadwinner (El pan de la guerra) – Anthony Leo, Nora Twomey - Ferdinand – Carlos Saldanha - Loving Vincent – Dorota Kobiela, Ivan Mactaggart, Hugh Welchman | Mejor película de habla no inglesa Presentado por: Rita Moreno - Una mujer fantástica (Chile) — Sebastián Lelio - L'insulte (El insulto) (Líbano) — Ziad Doueiri - Teströl és lélekröl (En cuerpo y alma) (Hungría) — Ildikó Enyedi - Nelyubov (Sin amor) (Rusia) — Andrey Zvyagintsev - The Square (Suecia) — Ruben Östlund |
| Mejor documental largo Presentado por: Laura Dern y Greta Gerwig - Ícaro – Dan Cogan, Bryan Fogel - Abacus: Small Enough to Jail – Julie Goldman, Steve James, Mark Mitten - Last Men in Aleppo – Kareem Abeed, Firas Fayyad, Søren Steen Jespersen - Strong Island – Joslyn Barnes, Yance Ford - Visages, villages – JR, Agnès Varda, Rosalie Varda | Mejor documental corto Presentado por: Tiffany Haddish y Maya Rudolph - Heaven Is a Traffic Jam on the 405 — Frank Stiefel - Edith+Eddie — Laura Chekoway, Thomas Lee Wright - Heroin(e) — Elaine McMillion Sheldon, Kerrin Sheldon - Knife Skills — Thomas Lennon - Traffic Stop — Kate Davis, David Heilbroner |
| Mejor cortometraje Presentado por: Tiffany Haddish y Maya Rudolph - The Silent Child – Chris Overton, Rachel Shenton - DeKalb Elementary – Reed Van Dyk - The Eleven O'Clock – Josh Lawson, Derin Seale - My Nephew Emmett– Kevin Wilson, Jr. - Watu Wote/All of Us — Katja Benrath, Tobias Rosen | Mejor cortometraje animado Presentado por: Mark Hamill, Oscar Isaac y Kelly Marie Tran - Dear Basketball – Kobe Bryant, Glen Keane - Garden Party – Victor Caire, Gabriel Grapperon - Lou – Dave Mullins, Dana Murray - Negative Space – Ru Kuwahata, Max Porter - Revolting Rhymes – Jan Lachauer, Jakob Schuh |
| Mejor banda sonora Presentado por: Emily Blunt y Lin-Manuel Miranda - The Shape of Water (La forma del agua) – Alexandre Desplat - Dunkerque – Hans Zimmer - Phantom Thread (El hilo invisible) – Jonny Greenwood - Star Wars: The Last Jedi (Star Wars: Episodio VIII - Los últimos Jedi) – John Williams - Three Billboards Outside Ebbing, Missouri (Tres anuncios en las afueras) – Carter Burwell | Mejor canción original Presentado por: Emily Blunt y Lin-Manuel Miranda - «Remember Me» de Coco – letra y música: Kristen Anderson-Lopez y Robert Lopez - «Mighty River» de Mudbound – letra y música: Mary J. Blige, Raphael Saadiq y Taura Stinson - «Mystery of Love» de Call Me by Your Name – letra y música: Sufjan Stevens - «Stand Up for Something» de Marshall – letra: Lonnie Lynn y Diane Warren; música: Diane Warren - «This Is Me» de The Greatest Showman (El gran showman) – letra y música: Benj Pasek y Justin Paul |
| Mejor edición de sonido Presentado por: Ansel Elgort y Eiza González - Dunkerque – Alex Gibson, Richard King - Baby Driver – Julian Slater - Blade Runner 2049 – Theo Green, Mark Mangini - The Shape of Water (La forma del agua) – Nelson Ferreira, Nathan Robitaille - Star Wars: The Last Jedi (Star Wars: Episodio VIII - Los últimos Jedi) – Ren Klyce, Matthew Wood | Mejor sonido Presentado por: Ansel Elgort y Eiza González - Dunkerque – Mark Weingarten, Gregg Landaker, Gary A. Rizzo - Baby Driver – Julian Slater, Tim Cavagin, Mary H. Ellis - Blade Runner 2049 – Ron Bartlett, Doug Hemphill, Mac Ruth - The Shape of Water (La forma del agua) – Christian Cooke, Brad Zoern, Glen Gauthier - Star Wars: The Last Jedi (Star Wars: Episodio VIII - Los últimos Jedi) – David Parker, Michael Semanick, Ren Klyce, Stuart Wilson |
| Mejor diseño de producción Presentado por: Kumail Nanjiani y Lupita Nyong'o - The Shape of Water (La forma del agua) – Paul Denham Austerberry, Shane Vieau, Jeff Melvin - Blade Runner 2049 – Dennis Gassner, Alessandra Querzola - Darkest Hour (El instante más oscuro) – Sarah Greenwood, Katie Spencer - Dunkerque – Nathan Crowley, Gary Fettis - Beauty and the Beast (La bella y la bestia) – Sarah Greenwood, Katie Spencer | Mejor fotografía Presentado por: Sandra Bullock - Blade Runner 2049 – Roger Deakins - Darkest Hour (El instante más oscuro) – Bruno Delbonnel - Dunkerque – Hoyte van Hoytema - The Shape of Water (La forma del agua) – Dan Laustsen - Mudbound – Rachel Morrison |
| Mejor maquillaje Presentado por: Gal Gadot y Armie Hammer - Darkest Hour (El instante más oscuro) – Kazuhiro Tsuji, David Malinowski, Lucy Sibbick - Victoria & Abdul (La reina Victoria y Abdul) – Daniel Phillips, Lou Sheppard - Wonder – Arjen Tuiten | Mejor diseño de vestuario Presentado por: Eva Marie Saint - Phantom Thread (El hilo invisible) – Mark Bridges - Darkest Hour (El instante más oscuro) – Jacqueline Durran - La bella y la bestia – Jacqueline Durran - The Shape of Water (La forma del agua) – Luis Sequeira - Victoria & Abdul (La reina Victoria y Abdul) – Consolata Boyle |
| Mejor montaje Presentado por: Matthew McConaughey - Dunkerque – Lee Smith - Baby Driver – Jonathan Amos, Paul Machliss - I, Tonya (Yo, Tonya) – Tatiana S. Riegel - The Shape of Water (La forma del agua) – Sidney Wolinsky - Three Billboards Outside Ebbing, Missouri (Tres anuncios en las afueras) – Jon Gregory | Mejores efectos visuales Presentado por: Tom Holland y Gina Rodriguez - Blade Runner 2049 – John Nelson, Gerd Nefzer, Paul Lambert, Richard R. Hoover - Guardians of the Galaxy Vol. 2 (Guardianes de la Galaxia vol. 2) – Christopher Townsend, Guy Williams, Jonathan Fawkner, Dan Sudick - Kong: Skull Island (Kong: La Isla Calavera) – Stephen Rosenbaum, Jeff White, Scott Benza, Mike Meinardus - Star Wars: The Last Jedi (Star Wars: Episodio VIII - Los últimos Jedi) – Ben Morris, Mike Mulholland, Neal Scanlan, Chris Corbould - War for the Planet of the Apes (La guerra del planeta de los simios) – Joe Letteri, Daniel Barrett, Dan Lemmon, Joel Whist |

### Premios de los Gobernadores
El 10 de noviembre de 2017, durante la novena entrega anual de los Premios de los Gobernadores, se presentaron los siguientes premios:
Óscar honorífico
- Charles Burnett (director, productor, escritor, editor, actor y director de fotografía).[10]
- Owen Roizman (director de fotografía)[11]
- Donald Sutherland (actor)[12]
- Agnès Varda (directora)[13]

Premio de la Academia por logros especiales
- Alejandro González Iñárritu, por su proyecto en realidad virtual Carne y arena.[14][15]

## Premios y nominaciones múltiples
| Película                                                                 | Nominaciones | Premios | Ref.   |
| ------------------------------------------------------------------------ | ------------ | ------- | ------ |
| The Shape of Water (La forma del agua)                                   | 13           | 4       | [ 16 ] |
| Dunkerque                                                                | 8            | 3       | [ 17 ] |
| Three Billboards Outside Ebbing, Missouri (Tres anuncios en las afueras) | 7            | 2       | [ 18 ] |
| Darkest Hour (El instante más oscuro)                                    | 6            | 2       | [ 19 ] |
| Phantom Thread (El hilo invisible)                                       | 6            | 1       | [ 20 ] |
| Blade Runner 2049                                                        | 5            | 2       | [ 21 ] |
| Lady Bird                                                                | 5            | 0       | [ 22 ] |
| Call Me by Your Name                                                     | 4            | 1       | [ 23 ] |
| Get Out (Déjame salir)                                                   | 4            | 1       | [ 24 ] |
| Mudbound                                                                 | 4            | 0       | [ 25 ] |
| Star Wars: The Last Jedi (Star Wars: Episodio VIII - Los últimos Jedi)   | 4            | 0       | [ 26 ] |
| Baby Driver                                                              | 3            | 0       | [ 27 ] |
| I, Tonya (Yo, Tonya)                                                     | 3            | 1       | [ 28 ] |
| Coco                                                                     | 1            | 2       | [ 29 ] |
| La bella y la bestia                                                     | 1            | 0       | [ 30 ] |
| The Post (Los archivos del Pentágono)                                    | 1            | 0       | [ 30 ] |
| Victoria & Abdul (La reina Victoria y Abdul)                             | 1            | 0       | [ 31 ] |

## Ceremonia

### Presentadores y actuaciones
Las siguientes personas presentaron alguna de las categorías de los premios o realizaron un acto musical:

### Otros presentadores
| Nombre                                    | Introducción                                                                                              |
| ----------------------------------------- | --- |
| Taraji P. Henson                          | Presentación de la actuación de la canción nominada a la mejor canción original «Mighty River».           |
| Eugenio Derbez                            | Presentación de la actuación de la canción nominada a la mejor canción original «Remember Me».            |
| Dave Chappelle                            | Presentación de la actuación de la canción nominada a la mejor canción original «Stand Up for Something». |
| Salma Hayek Ashley Judd Annabella Sciorra | Presentación especial sobre el movimiento Time's Up y la diversidad en el cine.                           |
| Zendaya                                   | Presentación de la actuación de la canción nominada a la mejor canción original «This Is Me».             |
| Jennifer Garner                           | Presentación del segmento In Memoriam.                                                                    |

### Actuaciones
| Nombre                                              | Acto                                               |
| --------------------------------------------------- | -------------------------------------------------- |
| Harold Wheeler                                      | Arreglos orquestales.                              |
| Mary J. Blige                                       | «Mighty River» de Mudbound                         |
| Gael García Bernal Miguel Natalia Lafourcade        | «Remember Me» de Coco                              |
| Sufjan Stevens St. Vincent Moses Sumney Chris Thile | «Mystery of Love» de Call Me by Your Name          |
| Andra Day Common                                    | «Stand Up for Something» de Marshall               |
| Keala Settle                                        | «This Is Me» de El gran showman                    |
| Eddie Vedder                                        | «Room at the Top» durante el segmento In Memoriam. |

### In Memoriam
La academia recuerda cada año a aquellas personalidades que fallecieron durante el año anterior:
- John G. Avildsen
- Toni Ann Walker
- June Foray
- Walter Lassally
- Chuck Berry
- Robert Osborne
- Jill Messick
- Harry Dean Stanton
- Terence Marsh
- Rita Riggs
- Mary Goldberg
- Anthony Harvey
- Therese DePrez
- Debra Chasnoff
- Jóhann Jóhannsson
- Jonathan Demme
- Michael Ballhaus
- Les Lazarowitz
- Idrissa Ouedraogo
- Joe Hyams
- John Heard
- Martin Landau
- Glenne Headly
- Eric Zumbrunnen
- Roger Moore
- Sam Shepard
- Allison Shearmur
- John Mollo
- Jeanne Moreau
- Loren Janes
- George A. Romero
- Rance Howard
- Sridevi
- Haruo Nakajima
- Martin Ransohoff
- Hiep Thi Le
- Ron Berkeley
- Joseph Bologna
- Fred J. Koenekamp
- Murray Lerner
- Don Rickles
- Seijun Suzuki
- Bernie Casey
- Shashi Kapoor
- Tom Sanders
- Danielle Darrieux
- Jerry Greenberg
- Brad Grey
- Miriam Colón
- Luis Bacalov
- Jerry Lewis

## Hitos y hechos históricos en esta edición
La Nonagésima edición de los Premios de la Academia representaron muchos récords y primicias en la historia de la Academia de las Artes y las Ciencias Cinematográficas (AMPAS), que incluyen:
- Daniela Vega se convierte en la primera mujer transgénero en ser presentadora en la ceremonia, al presentar la actuación de la canción principal de la película Call Me by Your Name.

- La forma del agua se convirtió  en la segunda película del género fantástico en ganar el Óscar a la Mejor película, el primer film en lograr dicha hazaña fue El Señor de los Anillos: el retorno del Rey, en 2004.[32]
- A la edad de 89 años, la directora Agnès Varda se convirtió en la persona más anciana nominada para un Premio de la Academia (Mejor película documental por Faces Places).
- James Ivory, también con 89 (solo una semana más joven que Varda), se convirtió en la persona de mayor edad en ganar un Premio de la Academia (Mejor guion adaptado por Call Me by Your Name) superando al compositor italiano Ennio Morricone quien ostentaba dicho récord al ganar la estatuilla en Mejor banda sonora a la edad de 87 años en 2016.[33]
- A la edad de 88 años, Christopher Plummer se convirtió en el intérprete de mayor edad en ser nominado para un Premio de la Academia (Mejor Actor de Reparto por Todo el dinero del mundo), superando a Gloria Stuart quien ostentaba el récord desde 1997, cuando fue nominada por su interpretación en Titanic a la edad de 87 años. Plummer ostenta el récord de intérprete de mayor edad en conseguir un premio interpretativo (Mejor Actor de Reparto por Beginners en 2012).
- Meryl Streep, con su vigésimo primera nominación, rompió su propio récord y sigue siendo la intérprete más nominada de todos los tiempos.
- John Williams, con su quincuagésimo primera nominación, rompió su propio récord y sigue siendo la persona viva más nominada.
- Greta Gerwig se convirtió en la quinta mujer en ser nominada al premio a la mejor dirección.
- Jordan Peele se convirtió en el quinto cineasta negro en ser nominado a mejor dirección por Get Out, así como el primer cineasta negro en recibir nominaciones como productor, director y guionista en el mismo año y con su victoria al Óscar a Mejor guion original Peele se convirtió en el primer afroamericano en ganar el Óscar en dicha categoría por la misma película.
- Nuevamente  Get Out se convirtió en la quinta película de terror en conseguir la nominación al Óscar como Mejor película, desde que  El sexto sentido lo hiciera por última vez en 1999.[34]
- Rachel Morrison se convirtió en la primera mujer en la historia de los Premios de la Academia en ser nominada a la Mejor fotografía con su nominación por Mudbound.[35]
- Con su nominación por Mudbound, Dee Rees se convierte en la primera mujer negra en ser nominada al mejor guion adaptado y la segunda en ser nominada por un guion desde Suzanne de Passe por Lady Sings the Blues en 1973.
- Con su nominación por Roman J. Israel, Esq., Denzel Washington es ahora el actor negro más nominado y es el quinto actor con más nominaciones, con un total de ocho.
- Octavia Spencer empata con Viola Davis como la actriz negra más nominada, con tres nominaciones cada una.
- Octavia Spencer y Denzel Washington son los primeros actores negros en ganar nominaciones consecutivas al Premio de la Academia.
- Carlos Saldanha es el primer brasileño en ser nominado más de una vez.
- Yance Ford es el primer director abiertamente transgénero en ser nominado para un Premio de la Academia.
- Daniela Vega es la primera actriz transgénero y la primera chilena en presentar los premios.
- Kobe Bryant gana la estatuilla  al mejor cortometraje animado por su trabajo en el cortometraje Dear Basketball, convirtiéndose en la primera celebridad deportiva en ganar un Óscar.
- Michael Stuhlbarg se  convierte en el sexto actor en aparecer en 3 películas nominadas al Óscar en la categoría principal en el mismo año  ( Call Me by Your Name, La forma del agua y The Post), la última persona en lograr esta hazaña fue John C. Reilly en 2002 quien apareció igualmente en 3 películas que compitieron en ese año en la categoría de Mejor película (Chicago, Gangs of New York y Las horas respectivamente).[36]